# El hielo y el cielo
El hielo y el cielo es un documental francés dirigido por Luc Jacquet. Estrenado en 2015, el documental se proyectó por primera vez el 24 de mayo en la clausura del Festival de Cine de Cannes de ese mismo año.   
Retrato del glaciólogo Claude Lorius, este es el cuarto largometraje de Luc Jacquet y el segundo realizado en el marco de su asociación Wild-Touch. 

## Argumento
La película trata la vida y trabajo del climatólogo y glaciólogo Claude Lorius, y reflexiona sobre el medio ambiente y del papel de la humanidad en el cambio climático. Afirma, con conclusiones científicas, extraídas del trabajo de sus equipos, que el cambio climático es «indiscutiblemente provocado por la humanidad».La emisión de dióxido de carbono de la que es responsable la humanidad, contribuye al aumento de la temperatura del planeta, afectando a todas las regiones sin excepción. Esto conduce a catástrofes cada vez más devastadoras. 
La historia comienza en 1957, cuando Lorius, aún joven, se une a una expedición científica rumbo al continente helado. A lo largo de las décadas siguientes, Lorius participa en numerosas misiones de exploración, enfrentando condiciones extremas para estudiar los glaciares y descubrir los secretos que el hielo ha guardado durante milenios. Su investigación le lleva a un hallazgo clave: las burbujas de aire atrapadas en el hielo contienen información sobre la composición atmosférica de la Tierra en distintas épocas. Gracias a esto, Lorius logra establecer una relación directa entre el aumento de las concentraciones de dióxido de carbono y el calentamiento global.
El documental combina material de archivo de las expediciones de Lorius con espectaculares imágenes actuales de la Antártida, ofreciendo una reflexión visual y científica sobre la belleza y vulnerabilidad del planeta. Además, muestra la determinación del científico, quien, pese a los obstáculos, sigue defendido la importancia de tomar medidas frente al cambio climático. 

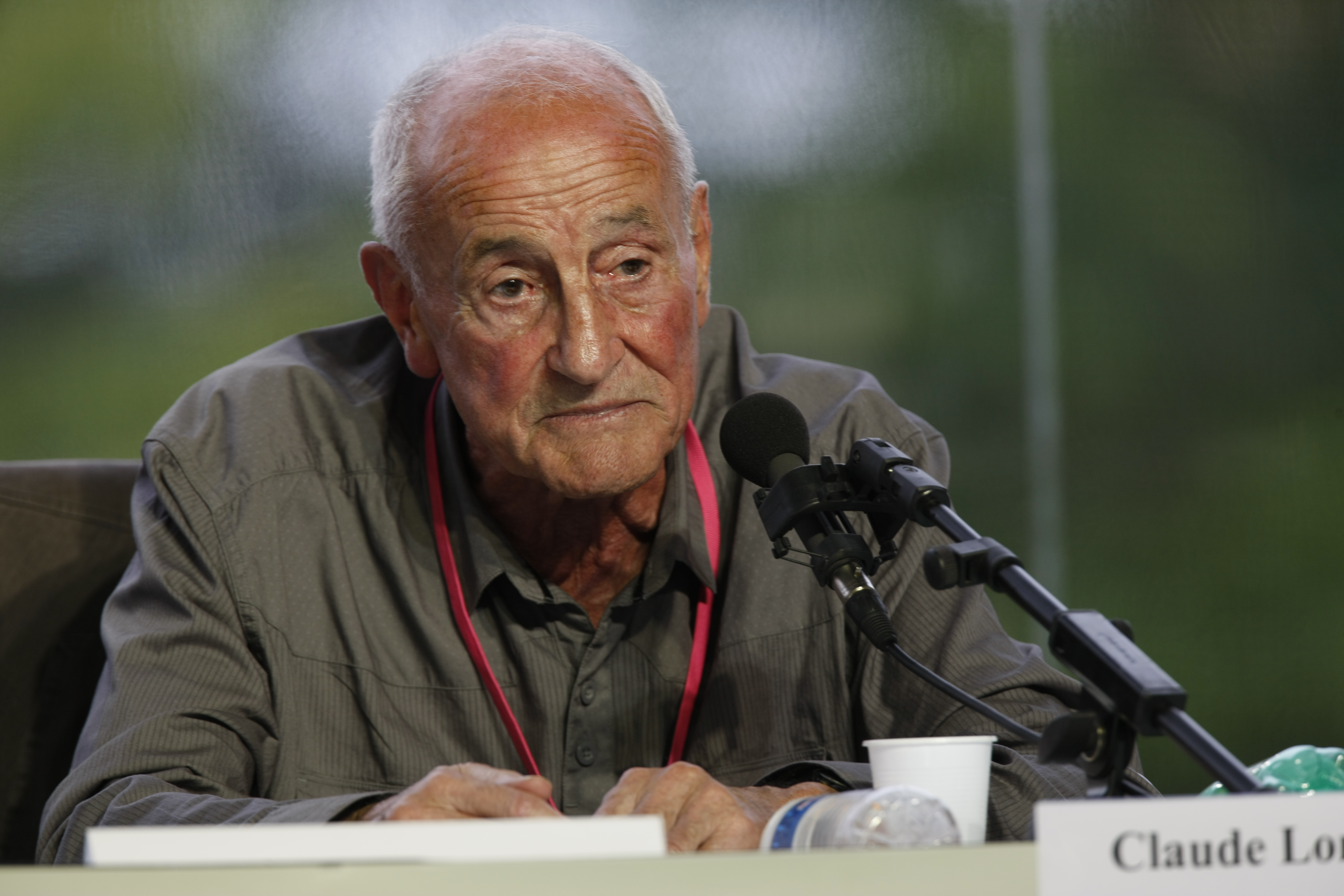
El glaciólogo Claude Lorius.

El hielo y el cielo es más que una biografía; es una llamada a la acción. A través del testimonio de Lorius, la película invita a reflexionar sobre la urgencia de proteger nuestro entorno antes de que sea demasiado tarde.

## Distribución
- El propio Claude Lorius, incluidos los archivos
- Michel Papineschi: narrador

Y varias personas en las imágenes de archivo, que incluyen: 
- Jacques-Yves Cousteau

## Producción
En 2011, con un «enfoque patrimonial», Luc Jacquet empieza por entrevistar en varias ocasiones a Claude Lorius, para «recopilar el relato de este testigo histórico de una gran ruptura entre el hombre y su entorno».Sugiere volver a la Antártida con motivo de sus 80 años. Es entonces cuando Jacquet tiene la idea de contar la idea de contar la historia de Lorius «como si fuese una investigación policial, situándolo en los lugares donde había predicho que algo iba a suceder». La intención de Jacquet es utilizar los archivos de Lorius para «contar su vida y trayectoria, tanto humana como científica», pero también «filmarlo en los lugares donde había predicho el calentamiento global». Pese a lo alarmante de su mensaje, Jacquet cree que lo dicho por Lorius es «a la vez muy humanista y casi optimista».
La grabación de la película conlleva grandes investigaciones y restauración de archivos. También contiene escenas rodadas especialmente para esta película, cuyo rodaje empezó en octubre de 2013. A continuación, Jacquet rueda en la Antártida, incluso en la base rusa de Vostok, pero también en los Alpes y en la Polinesia, así como en Portugal para los paisajes quemados. En un principio se consideraron también otros lugares de rodaje durante la fase de preproducción, como Namibia y el parque nacional de Yosemite, pero al final no se seleccionaron. 
La financiación de la película se enfrenta a la negativa de las cadenas públicas a participar en la producción. Por otro lado, la empresa Kering decide invertir en este documental porque su posible estreno coincidiría con la celebración de la conferencia de las Naciones Unidas sobre los cambios climáticos en París. 
La postproducción se lleva a cabo principalmente en Villeurbanne, en las instalaciones de la empresa Lumières numériques.

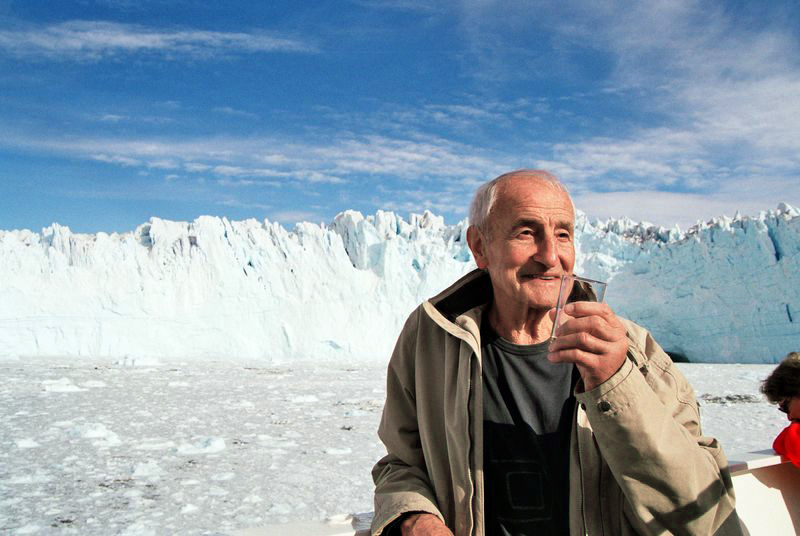
Claude Lorius (2008)

## Operación y recepción

### Festival de Cine Ambiental de Washington
El 20 de marzo de 2015, en las instalaciones del Instituto Carnegie, algunos fragmentos de la película se retransmiten, en el marco de una retrospectiva de Luc Jacquet, durante el Festival de Cine Ambiental de Washington Estos fragmentos se presentan dentro de un programa titulado A cinematic multi-media experience in the footsteps of French glaciologist Claude Lorius, reagrupando así los cortometrajes documentales que tratan sobre el mismo tema. Tras la proyección tiene lugar una reunión con Luc Jacquet, Claire Parkinson, científica del Centro de Vuelo Espacial Goddard encargada de los estudios sobre el cambio climático, y Jerôme Chappellaz, investigador del Centro Nacional para la Investigación Científica y director del laboratorio Glaciológico y Geofísico del Medioambiente en la Universidad de Grenoble. Este acontecimiento permite, por tanto, presentar el metaproyecto El hielo y el cielo a más de 400 personas.

### Selección oficial al Festival de Cannes
El 30 de abril de 2015, la dirección del Festival de Cannes revela que El hielo y el cielo ha sido seleccionada, fuera de concurso, como película de clausura. Thierry Frémaux justifica esta elección afirmando que esta película «cuenta cosas importantes sobre el futuro de nuestro planeta, y las amenazas que lo atenazan, frente a las cuales nadie debe permanecer indiferente». Luc Jacquet considera que esta selección «es una oportunidad inmensa que se le presenta a esta película y a lo que cuenta» y permitirá «contribuir a este gran desafío que la humanidad debe afrontar lo más rápido posible para estabilizar su futuro y el del propio planeta».Nunca en la historia de la ceremonia de clausura en Cannes se había seleccionado un documental para esta ocasión. Julie Bertuccelli, que creó una nueva categoría de premios en Cannes para los documentales, llamada l'Œil d'or, cree que la elección de El hielo y el cielo es una «señal prometedora» para este género cinematográfico.En un sentido más amplio, esta selección se relaciona con la voluntad de Frémaux para abrir la selección oficial a las películas que abordan diferentes problemáticas de la sociedad contemporánea.
Poco tiempo después al anuncio de la selección, el periodista Adrien Gombeaud se pregunta, a través de un mensaje en Twitter y, más tarde en un artículo de Les Échos, sobre el papel de la sociedad Kering en la financiación de la película, siendo al mismo tiempo un nuevo patrocinador oficial del Festival de Cannes. Le Monde observa que es la primera vez que la selección oficial incluye «una película coproducida por un patrocinador oficial». Ante esto, Thierry Frémaux afirma que se había tenido conocimiento de la película antes de que Kering fuera patrocinador y que se tomó la decisión de seleccionarla antes de tener esa información. Por otro lado, la directora de comunicación de Kering asegura que estaba selección «no formaba parte de un "acuerdo" entre el Festival y Kering».
La película se proyecta para la prensa el 23 de mayo de ese mismo año y, además, en la clausura del Festival el 24 de mayo. 

### Estreno en cines y taquilla

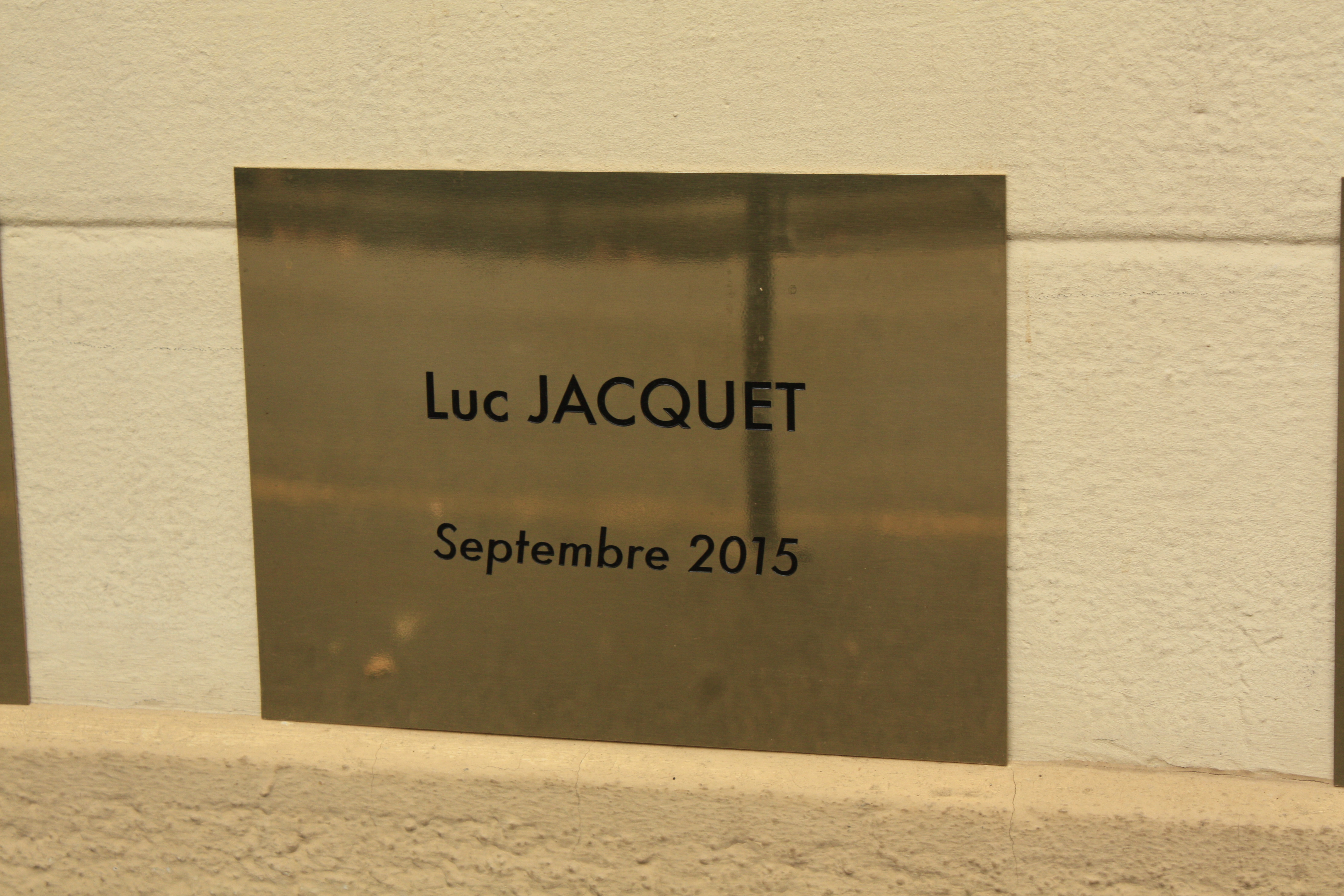
Placa de Luc Jacquet en el «Muro de los cineastas» del Instituto Lumière.

El preestreno se proyecta en el Instituto Lumière de Lyon, el 30 de septiembre de 2015, con la presencia de Luc Jacquet. En esta ocasión, este último asiste a la inauguración de una placa a su nombre sobre el "Muro cineasta", en la calle de la Primera Película. 
En Francia, la película se estrena en cines el 21 de octubre de 2015. Durante su primer día en cartelera, El hielo y el cielo reúne a 4.000 personas en 92 salas.La película termina su primera semana de estreno con 18.143 entradas en 93 salas (siendo la media de 195 personas por reproducción), ocupando el puesto 20 en el ranking semanal y el 5.º entre los estrenos.En París y su periferia, la película ocupa también el puesto 20, con 5.730 entradas en 18 salas, pero promedio por copia es mejor (318) y está, en cambio, en el 6.º puesto de los estrenos.A lo largo de sus cinco primeros días, la película acumula 131.008 dólares en ganancias.

### Recepción crítica
La película ha recibido comentarios variados por parte de la crítica. 

#### En Francia
La página Allociné la califica con una nota media 2.6 sobre 5 con base en la opinión de 15 críticas. 
Entre las figuras críticas entusiastas se encuentra Florence Leroy quien, en la página France Info, opina que «la calidad de esta película viene de su manera de ser una herramienta educativa a la vez que un conmovedor retrato de un hombre apasionante y apasionado». En Allociné, Clément Cuyer considera que esta película es «esencial e indispensable» y elogia tanto «la belleza de las imágenes» como «los increíbles escenarios naturales», comentando también que Luc Jacquet «sabe mejor que nadie cómo representar la vertiginosa belleza de la naturaleza». Para Télé 2 semaines, Émilie Leoni describe la película como un «himno a la protección de nuestro planeta» con una «trama fascinante», y habla de ella como «una experiencia visual, sensorial y auditiva increíble». En Le Parisien, Hubert Lizé afirma que es «imposible permanecer impasible» ante este «testimonio del fenómeno del calentamiento global y de la catástrofe ecológica que nos amenaza», transmitido a través de «una sorprendente mezcla de archivos y puntos de vista actuales».
Otras críticas mantienen una opinión generalmente positiva con diversos matices. En 20 Minutes, Caroline Vié elogie las «impresionantes imágenes» que «advierten contra el calentamiento global, mientras ofrecen al espectador una maravilla audiovisual». Teniendo en cuenta el aspecto «ligeramente didáctico» de la película, ella considera que «el mensaje generoso, los enfoques adecuados y la personalidad sublime de Claude Lorious terminan por conquistar al público». En Première, Isabelle  Danel comenta: «esta bonita película, por momentos educativa, antepone el contenido a su forma». Considera que «la voz en off insiste de más en el mensaje ecológico para unas imágenes que hablan por sí solas», e insiste en que «aceptamos esta redundancia porque el propio Claude Lorius pasó los años 60 repitiendo los mismos mensajes». Desde Télérama, Cécile Mury considera que Luc Jacquet «ofrece a las esferas más eruditas un homenaje demasiado ostentoso; la película se debería titular "El hielo, el cielo y Lorius en el medio. Son muchas las imágenes del viejo sabio (de 83 años) meditando en el reino de lo aburridamente blanco o de planos congelados de belleza surrealista». Sin embargo, aunque lamenta la «grandilocuencia del dispositivo», Mury lo defiende porque «la excepcional historia de la vida viene con ímpetu». Respecto a las imágenes de archivo, felicita al director por «su uso del confiado tesoro» y por «haber sido capaz de extraer la saga de una vida conquista humana, esta vez al servicio de la naturaleza, y no a su costa».
Otras críticas son más suaves, como la de Jacques Mandelbaum, en Le Monde, quien destaca que «los magníficos archivos de las expediciones, con colores hoy perdidos para el cine, películas en este caso restauradas y en parte sonorizadas, permiten al director evocar el recorrido de manera muy vívida». Sin embargo, considera que «las imágenes quedan aplanadas [...] por una música y unos comentarios demasiado intensos». También critica la manera en la que Claude Lorius es presentado: «esas poses artificiales y ese silencio obstinado, resulta aún más desconcertantes que la voz en off que habla de principio a fin en primera persona, que está claramente interpretada por un narrador profesional, y no por el verdadero protagonista, quien tendría un estilo más personal y menos literario de narración». Según Mandelbaum, «la película pierde en credibilidad y en valor artístico lo que gana en impacto inmediato», y termina por calificarla como «un homenaje exagerado y superficial».
Para Libération, Isabelle Hanne considera que el tema es «interesante», pero que su aspecto formal es «desconcertante». Critica una música «un tanto pretenciosa y exagerada», y un texto «casualmente forzado y redundante», con «una voz en off demasiado charlatana» y «unas imágenes naturales suntuosas, pero excesivamente impactantes». En general, Hanne opina que «el encuentro entre el glaciólogo y Luc Jacquet, amante del continente austral, debería haber sido más personal y honesto».
Para terminar, también encontramos críticas más severas. En Les Échos, Thierry Gandillot opina que El hielo y el cielo tiene un «fuerte didáctico, pero es demasiado pomposo», y que «está a la altura de los programas de televisión nocturnos». En Studio Ciné Live, Eric Libiot comenta que la película de Jacquet «no es más que un extenso reportaje televisivo con poca presencia en el cine». Para VSD, Bernard Achour tacha a la película de «muy aburrida», mientras que Mehdi Omaïs, desde Metro, califica a la película de «intensamente tediosa», como «los documentales científicos anticuados que se ven en los institutos».

#### En otras partes del mundo
En The Guardian, Andrew Pulver señala que la película es «un desafío para los negacionista del cambio climático». En cuanto a la manera en la que Luc Jacquet nombra y evoca a la intuición científica de Claude Lorius al observar las burbujas presentes en un vaso de whisky, Pulver opina que es «un momento en el que se atan cabos de una manera divertida». Además, considera que la película es «una especie de broche final», comparándola con Una verdad incómoda (2006): mientras que el documental sobre Al Gore «está dirigido a un público que nunca había escuchado hablar sobre el cambio climático», la película de Jacquet es «un llamamiento a la acción por el movimiento ambientalista, que se encuentra desestabilizado y sacudido por las industrias negacionistas». Finalmente, Pulver opina que El hielo y el cielo es «un fuerte testamento que debería tener un impacto considerable».
Boyd van Joeij, para The Hollywood Reporter, destaca las numerosas cualidades de la película, entre ellas, una narración que es «casualmente poética, pero nunca se pasa de técnica, [...] y que termina siendo accesible incluso para el público adulto no especializado». Aplaude el trabajo fotográfico de Stéphane Martin por su «planos perfectamente coreografiados de Claude Lorius, tanto como al trabajo del encargado de montaje Stéphane Mazalaigue, quien «mantiene de forma impresionante el delicado equilibrio entre la narración y las imágenes de archivo».  Además, resalta la música de Cyrille Aufort, quien «asegura que el ritmo no decaiga y que el contenido no se vuelva demasiado árido y científico, gracias al frecuente uso de percusiones en el marco de las aventuras de la vida de Lorius». Boyd van Joeij matiza su opinión mayormente positiva al señalar cómo «en cuanto a la forma, la película está montada de manera bastante clásica», y que las escenas contemporáneas en las que Lorius es grabado en el océano no son muy acertadas, ya que el glaciólogo resulta «menos digno», lo que «no es una decisión apropiada en un documental que necesita mantener toda su autoridad».
En Variety, los comentarios de Scott Foundas son más negativos. Opina que la película es como «un gran elefante cuya sombra no permite destacar ni al protagonista ni a su mensaje, por el exceso de capas de efectos de estilo». Continúa calificando al trabajo fotográfico de Claude Lorius como «edulcorado e idealizado». Además, señala cómo la prensa y otros medios de comunicación emplean la palabra documental, y lamenta que no haya sido Werner Herzog quien dirigiera una película sobre Lorius.

## Sobre la película
Al igual que Il était une fôret, la película anterior de Jacquet, El hielo y el cielo se incorpora dentro de un metaproyecto de la asociación Wild-Touch, que también incluye: 
- Un programa pedagógico y un fab lab (fabricación digital) educativo;
- Una expedición de tres meses en la Antártida en 2015, con una residencia artística para el director Jérôme Bouvier y los fotógrafos Laurent Ballesta y Vincet Munier, acerca de los pingüinos emperador;
- Otro documental, Enfants de l'anthropocène, realizado por Dimitri Grimblat para la pequeña pantalla.

La intención es conmover «al estudiantado y las generaciones futuras para concienciarlos sobre la conservación de la naturaleza», y responder a «una enorme demanda de este material educativo innovador». Luc Jacquet considera que este proceso permite estar a la vez en «el entretenimiento» y en la búsqueda de una «pedagogía extremadamente desarrollada».
Este metaproyecto se lanza oficialmente el 9 de marzo de 2015. Después, se presenta en varias ocasiones en Washington: primero, el 20 de marzo de 2015, en el marco de la retrospectiva de Luc Jacquet en el Festival de Cine Ambiental, y después el 6 de junio de 2015 en la embajada francesa, con la presencia de Ségolène Royal, ministra de Ecología, Desarrollo sostenible y Energía.

## Distinciones

### Premios
El libro Le Glace et le Ciel (Actes Sud, 2015), derivado del documental, obtuvo el Premio de Libro de la Ciencia para Todos de 2017. 

### Selecciones
- Festival de Cannes 2015: selección oficial fuera de concurso (película de clausura)
- Festival de Vancouver 2015: selección oficial dentro de la sección "FICV" (Festival Internacional de Cine de Vancouver)